# NGC 4911
NGC 4911是在后髮座內后髮座星系團深處的一個螺旋星系，距離地球大約3億2000萬光年。這個星系在它的中心有著豐富的塵埃和氣體行程的小徑，在星系內的氫雲顯示恆星正在形成中。這是罕見的座落在星系團核中的螺旋星系。